# Jupiter (Florida)
Jupiter város az USA Florida államában, Palm Beach megyében. Lakosainak száma 61 047 fő (2020. április 1.).

## Népesség
A település népességének változása:
| Lakosok száma | 55 156 | 60 681 | 61 047 |
|               | 2010   | 2014   | 2020   |